# Ороталт
Ороталт, Оротальт (грец. Οροταλτ, 'Οροτάλ, 'Ουροτάλ) — божество, яке згадується Геродотом в "Історії "(V століття до н. е.). Одне з двох божеств (разом з Аллатом), яких шанували араби.
Ідентифікація Ороталта з будь-яким арабським божеством, відомим за іншими джерелами, скрутна. Геродот ототожнював його з Діонісом. Можливо, йому відповідає набатейське божество душара.
Також ймовірно, що під ім'ям Ортоалт передбачалося інше арабське божество — Руда.
Деякі вважали ім'я спотвореним арабським Аллах Таала — «Бог Всевишній», але, на думку Річарда Бертона, найкращою етимологією є походження від імені семітської богині вогню — Уррат-Ілат.